# Katarinahuset, Sabbatsberg

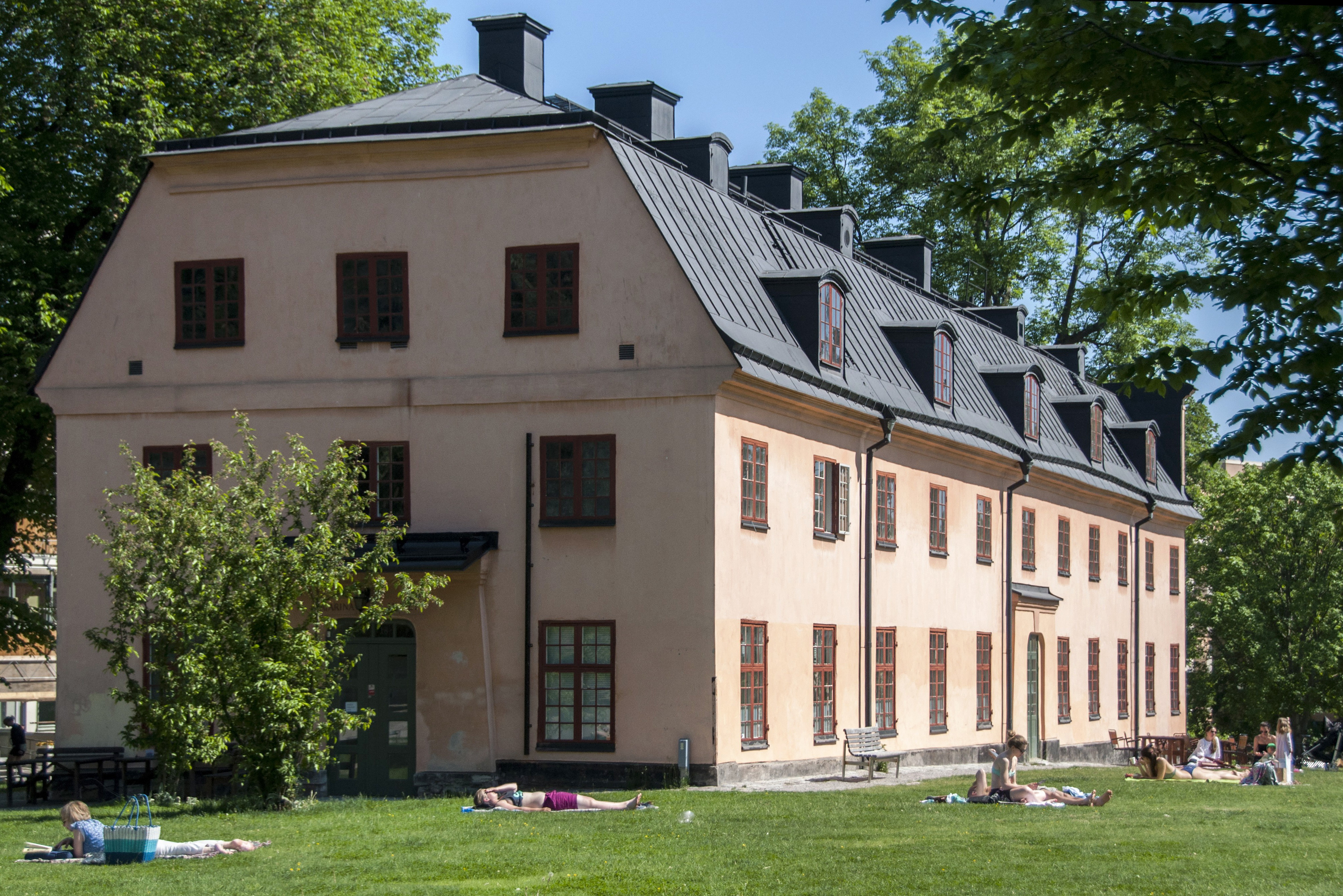
Katarinahuset, Sabbatsberg juni 2013.

Katarinahuset är en kulturhistoriskt värdefull byggnad i vid Eastmansvägen 35–37 i Vasastan i Stockholm. Fastigheten Hälsobrunnen 3 förvärvades år 2010 av AB Stadsholmen och är blåmärkt av Stadsmuseet i Stockholm, vilket innebär "att bebyggelsen bedöms ha synnerligen höga kulturhistoriska värden".

## Bakgrund
Den sydvästra delen av dagens Sabbatsberg förvärvades 1709 av den tyskfödde källarmästaren Valentin Sabbath. Området omfattade 26 tunnland och hörde innan köpet till egendomen Rörstrand och döptes sedermera efter den nye ägarens namn till Sabbatsberg. 1717 lät Sabbath bygga en gårdsanläggning med huvudbyggnad vars delar ingår i dagens Sabbatsbergs kyrka. Anledningen till bygget var att öppna en värdshusrörelse. Platsen var lämplig eftersom här gick landvägen till Rörstrands slott och Karlbergs slott.
Sabbath avled 1720 och ett antal privata ägare passerade innan direktionen för Sabbatsbergs fattighus församling köpte fastigheten 1751 för att bedriva fattigvård. Sedan 1734 fanns även en hälsobrunn i området som startades av apotekaren Johan Julius Salberg. Till en början fick brunnsgästerna bo i Valentin Sabbaths värdshus. Brunnsverksamheten fortsatte även när fattigvården pågick här. Det blev en egen rörelse som administrerades av fattighusdirektionen.

## Historik

### Brunnstidens värdshus

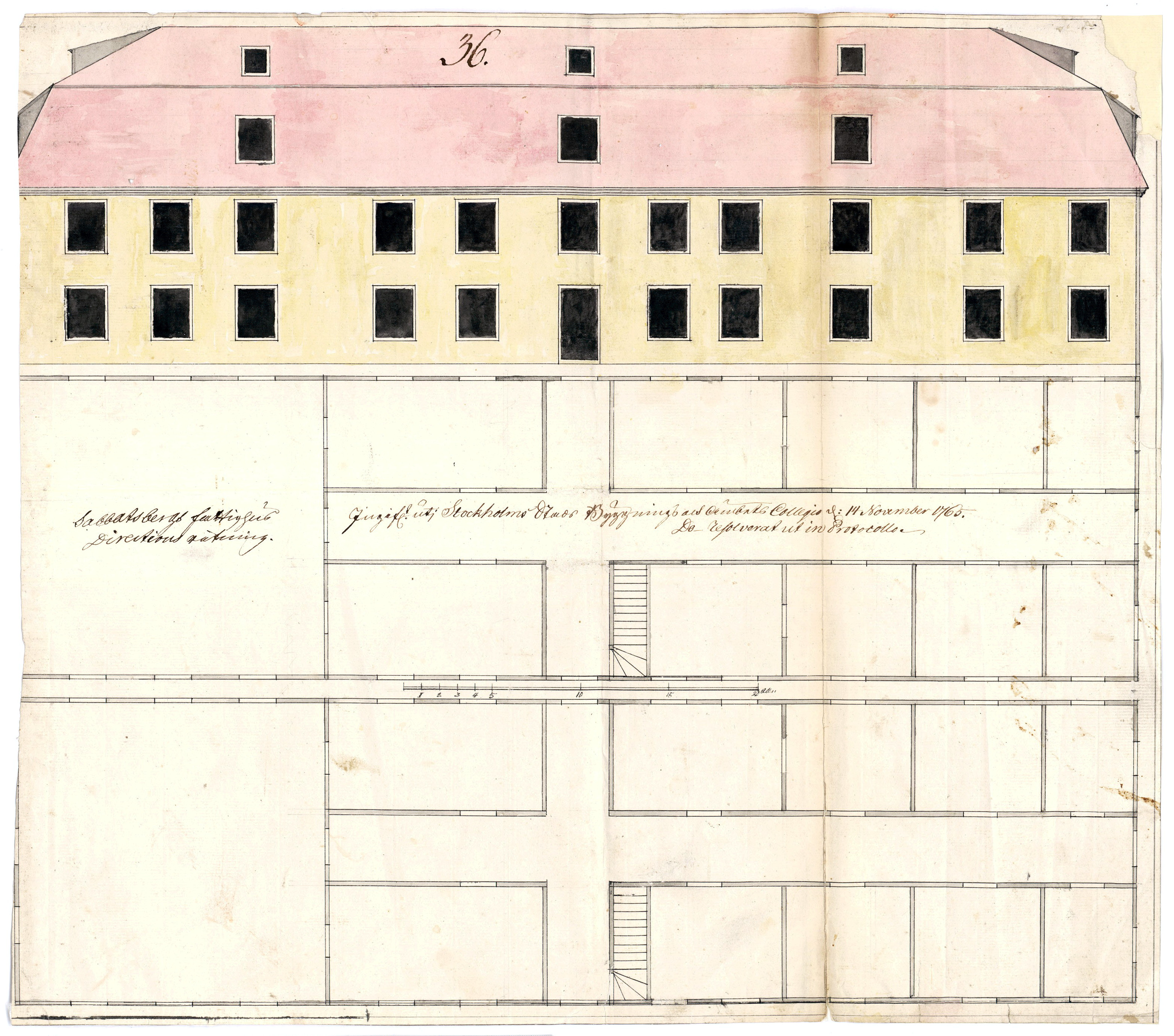
Originalritningen från 1765.

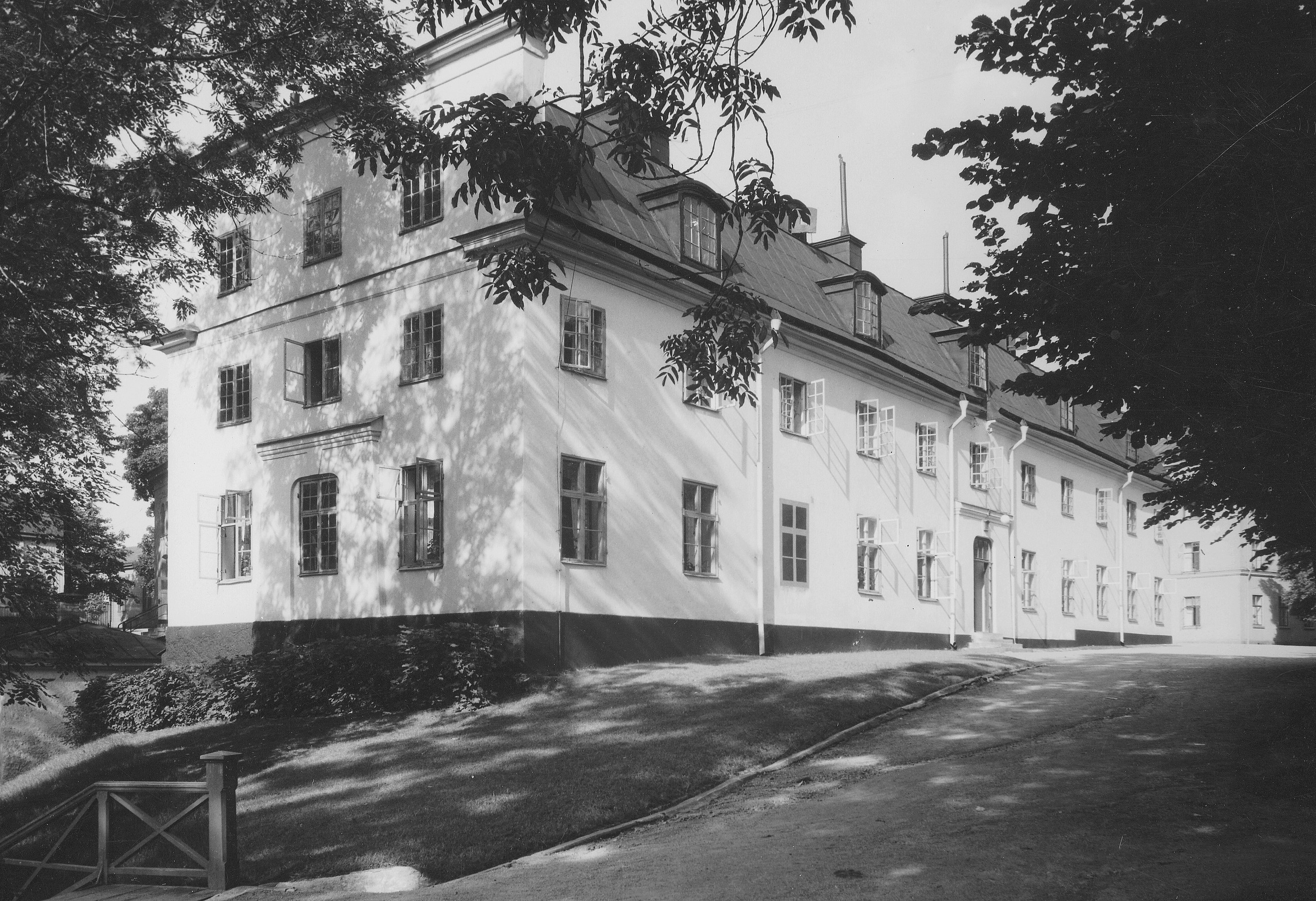
Katarinahuset Sabbatsberg, 1937.

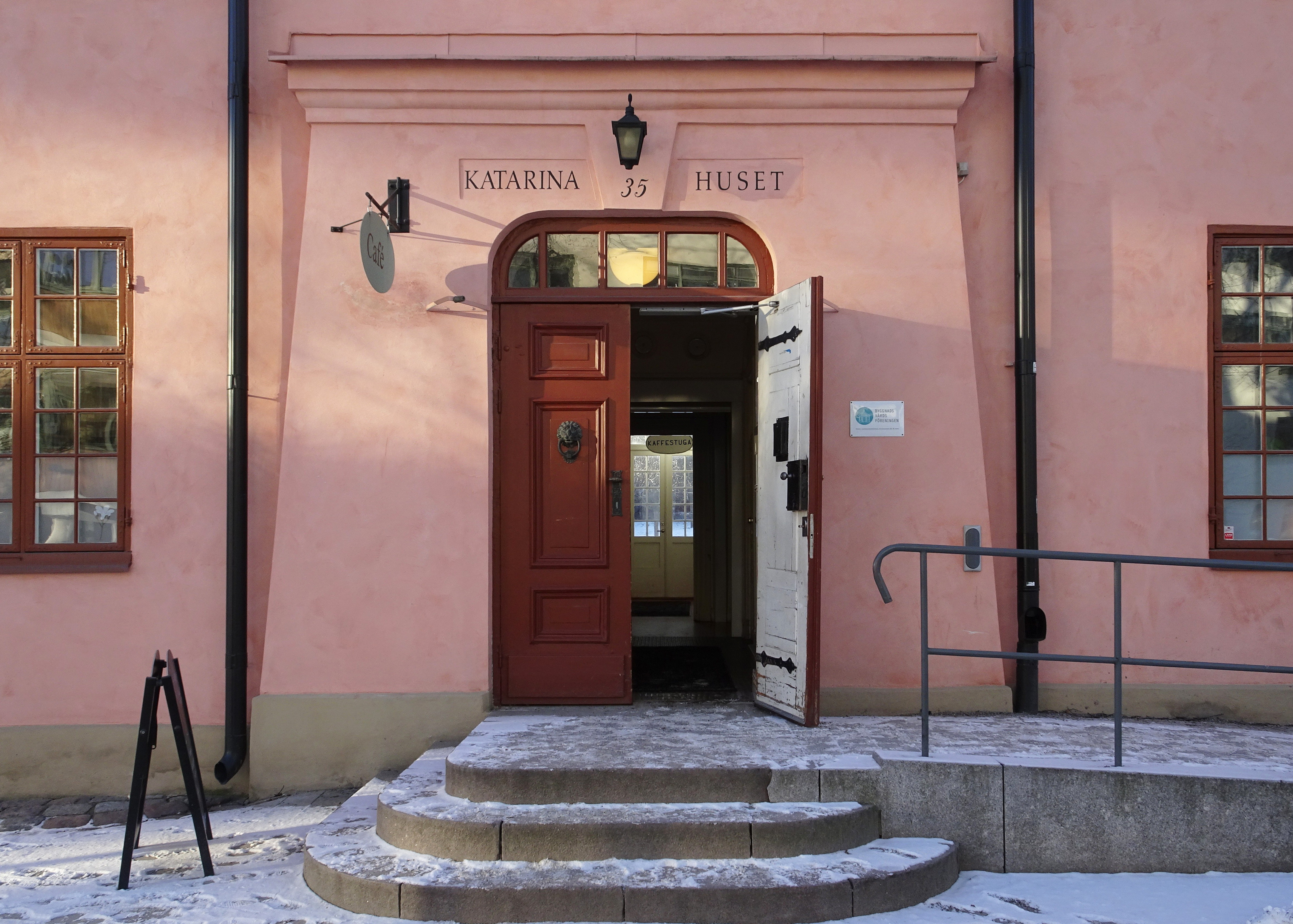
Katarinahusets entré, 2019.

Katarinahuset hör till de äldsta byggnaderna på det historiska Sabbatsbergsområde och går tillbaka till tiden då det fanns en hälsobrunn på platsen. År 1765 ansökte brunnsgäster hos fattighusdirektionen om ett bekvämare boende än det de dittills hade haft i Valentin Sabbaths före detta värdshus. Ansökan godkändes och ett nytt stort värdshus stod färdigt år 1767. Bygget bekostades delvis genom gåvor från brunnsgästerna själva. Katarinahuset blev ett långsträckt stenhus i två våningar med inredd vind under ett brutet och valmat sadeltak som ursprungligen var tegeltäckt (idag plåt). Byggherre var fattighusdirektionen, arkitekten är okänd. Den för byggnaden karakteristiska rödfärgade putsen upptäcktes i samband med en fasadrenovering 1957 där husets ursprungliga utseende återskapades.
I bottenvåningen fanns en stor sal vid sydöstra kortsidan samt tio rum av varierande storlek på ömse sidor av en lång mittenkorridor. Möjligtvis bedrevs en matservering i salen. Direkt till höger i entréhallen ledde trappan upp till nästa våningsplan som hade en liknande rumsindelning som bottenvåningen. På vinden låg en större sal och åtta mindre rum. Varje rum hade egen eldstad och rummen hyrdes ut möblerade till hälsobrunnens gäster. Den ursprungliga planlösningen är även idag till stora delar bevarad.
Till gästernas förströelse och välbefinnande inreddes ett biljardrum i huset och utomhus uppsattes en kägelbana och en stor gunga. För försäljning av sötsaker, bakelser och konditoriprodukter hade en sockerbagare slagit upp sitt stånd på området. Brunnsgästerna var välbärgade personer och kontrasten mellan dem och de fattiga var stor. De fattiga hade dock tillgång till det hälsobringande brunnsvattnet, om än i begränsad omfattning. 
År 1847 upphörde värdshusrörelsen i Katarinahuset och byggnaden hyrdes ut till sommargäster. 1865 slutade man även med uthyrningen och Katarinahusets roll för hälsobrunnen var till enda. Ungefär samtidigt hade brunnsvattnet dömts ut och på 1880-talet sinade källan helt när Klaragasverkets femte och största gasklocka byggdes strax öster om brunnstomten.

### Sjukhus, fattighus och ålderdomshem
År 1865 inrättades ett provisoriskt sjukhus i byggnaden. Verksamheten flyttades sedan till nybyggda Sabbatsbergs sjukhus som stod färdigt år 1879. Efter sjukhustiden ombyggdes huset för fattigvården och innehöll då rum för 60 boende, en läkarmottagning och en badlokal. Vid sekelskiftet 1900 avvecklades fattigvården och man övergick till åldringsvård. Brunnsverksamheten på Sabbatsberg fortsatte ett tag till med hjälp av vatten på flaska och slutade först 1968.
Under 1900-talet var bebyggelsen rivningshotad men anläggningen moderniserades istället bland annat genom minskning av antal sängplatser i salarna och senare genom inrättande av enkelrum. Fattighuset, senare ålderdomshemmet, drevs från 1971 till 1995 av Stockholms läns landsting innan Stockholms stad åter tog över. År 2003 överfördes fastigheten till kommunägda Micasa Fastigheter och 2010 övertogs Katarinahuset av AB Stadsholmen från Micasa tillsammans med de övriga historiska byggnaderna på Sabbatsberg. Idag (2018) finns i huset bland annat Kafé Katarina, Norrmalms dagliga verksamhet och Svenska byggnadsvårdsföreningen. Av de tidigare ålderdomshemmen på Sabbatsberg kvarstår idag bara Dalahöjdens äldreboende.

## Andra historiska byggnad er i området (urval)
- Klarahuset
- Nicolaihuset
- Slöjdhuset
- Valentinhuset